# Élisabeth Alexeïevna de Russie
 (mars 2024).
Louise Augusta de Bade, appelée Élisabeth Alexeïevna après sa conversion à l'orthodoxie, née le 24 janvier 1779 à Karlsruhe et morte le 16 mai 1826 à Beliov, est une princesse allemande devenue impératrice de Russie par son mariage avec Alexandre Ier de Russie.

## Biographie

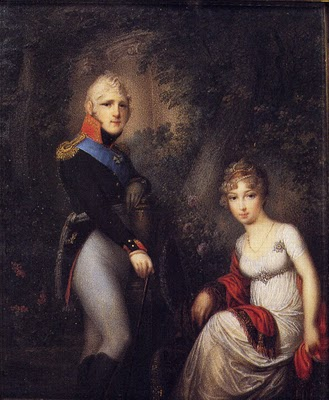
Alexandre et Élisabeth.

Louise est la troisième des huit enfants de Charles Louis de Bade et d'Amélie de Hesse-Darmstadt. À treize ans, elle fait avec sa sœur Frédérique (future reine de Suède) le voyage à Saint-Pétersbourg à l'invitation de la Grande Catherine, née elle-même princesse allemande, et en quête d'une future épouse pour son petit-fils.
Mariés en 1793, tous deux vivent des aventures extra-conjugales, Alexandre s'affichant publiquement avec Marie Narychkine. L'impératrice est considérée par ses contemporains comme une femme très belle appréciant les beaux bijoux et les beaux vêtements[réf. nécessaire].

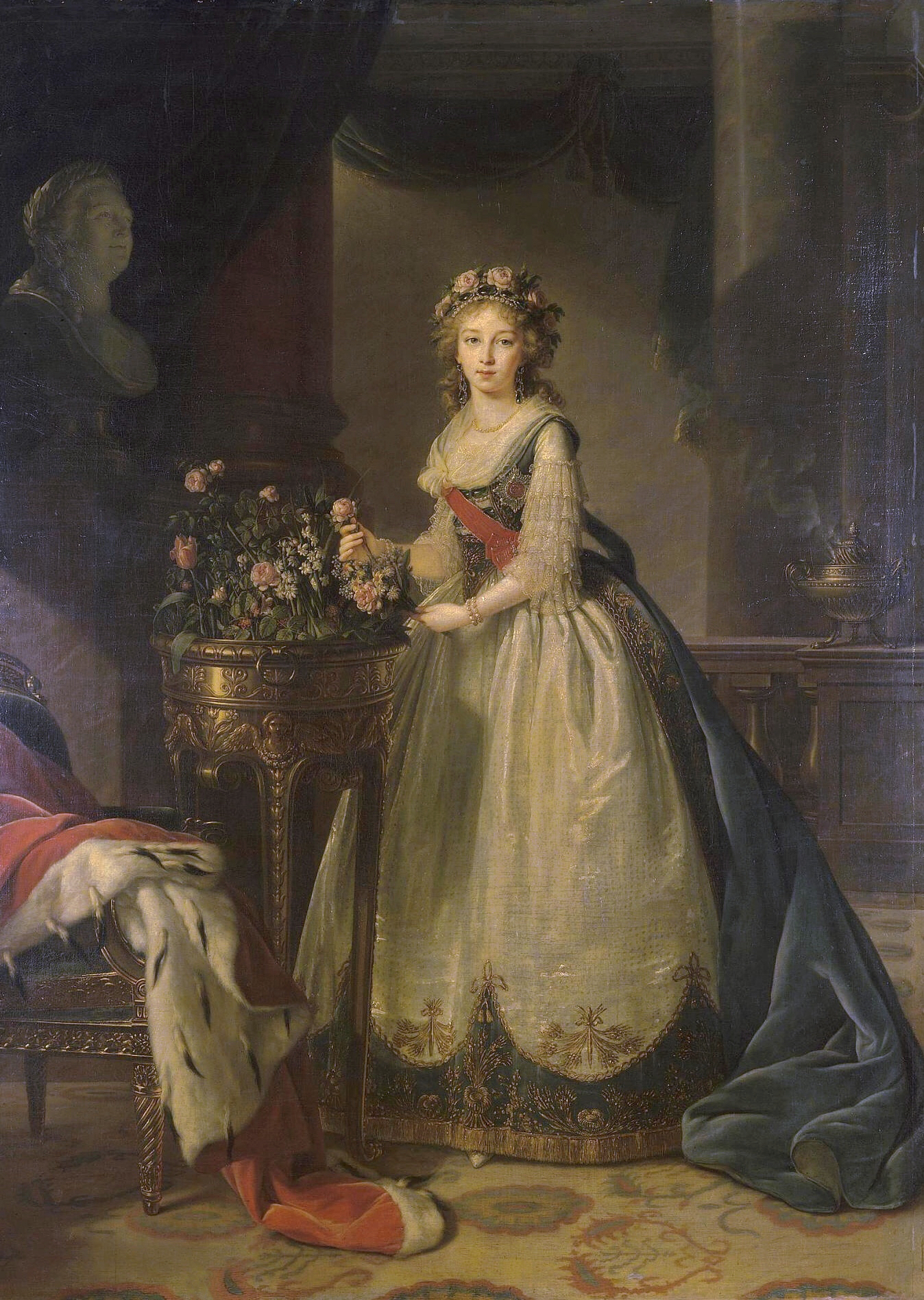
La Grande Duchesse
Ielizaveta Alexeïevna, 1795
par Élisabeth Vigée Le Brun
Musée de l'Ermitage, Saint-Petersbourg.

De leur mariage sont nées deux filles mortes en bas âge : Maria Alexandrovna (1799-1800) et Élisabeth Alexandrovna (1806-1808).
Elle est le témoin des déboires conjugaux de sa belle-sœur la grande-duchesse Anna Fiodorovna dont elle est la confidente et le soutien. Elle s'intéresse de près à l'éducation de son frère, l'héritier du trône de Bade.
Après la mort de son époux l'empereur Alexandre à Taganrog en 1825, étant atteinte de tuberculose, l'impératrice Élisabeth reste vivre au palais d'été. Elle meurt à Beliov sur la route de Taganrog à Saint-Pétersbourg en 1826 à l'âge de 47 ans. Elle est inhumée à la cathédrale Pierre-et-Paul.

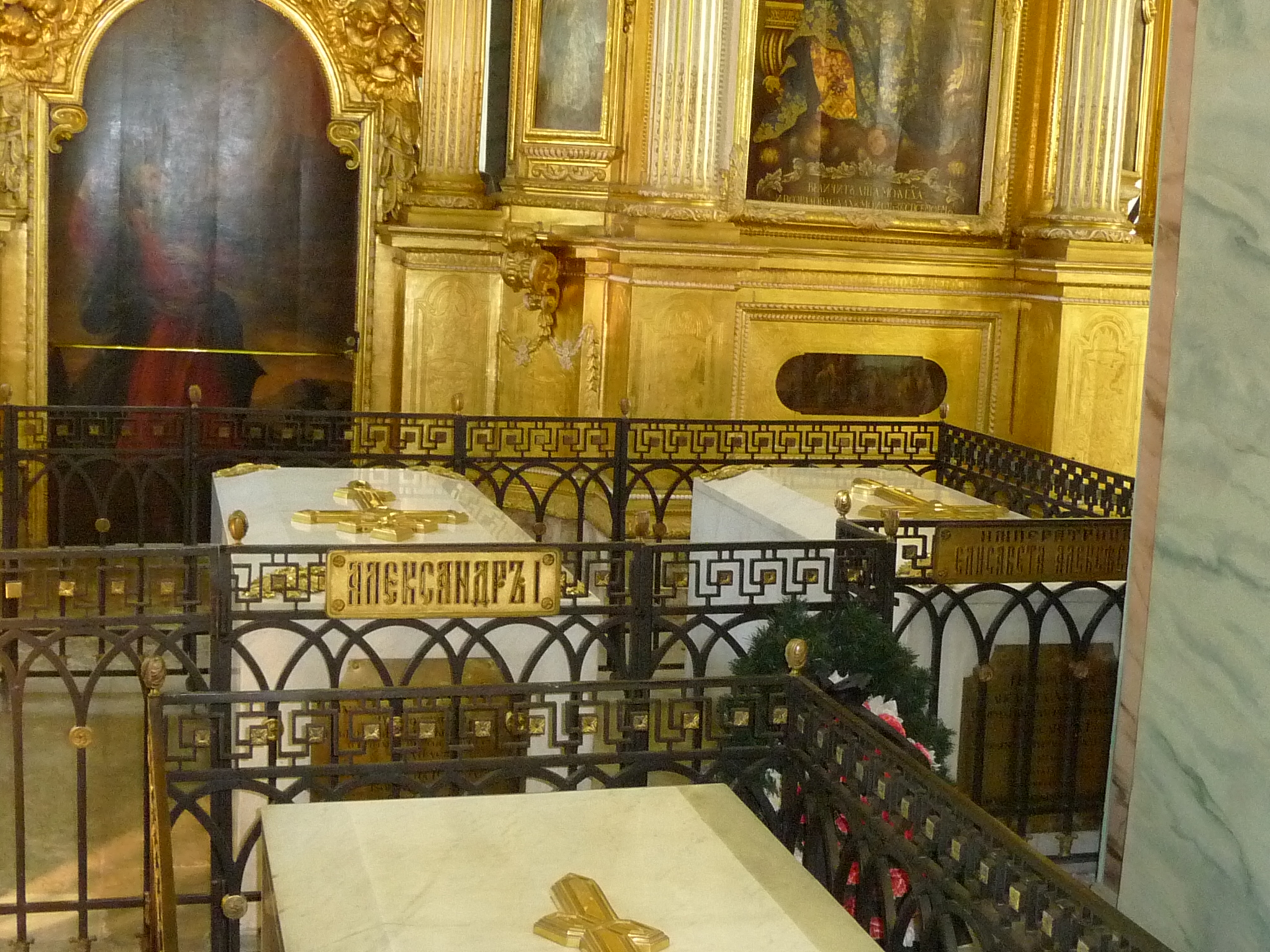
À droite, le tombeau d'Élisabeth Alexeïevna, à gauche celui de son époux, Alexandre Ier

## Hommages
Le poète Alexandre Pouchkine compose pour sa souveraine, l'impératrice Élisabeth, un poème intitulé Je ne suis pas né pour amuser les tsars.